# Koszmosz–31
A Koszmosz–31 (oroszul: Космос–31) Koszmosz műhold, a szovjet műszeres mesterséges DS-MT műhold-sorozat tagja, technológiai műhold.

## Küldetés
A fő feladata egy giroszkóprendszer kipróbálása volt. Másodlagos feladatként a kozmikus sugárzást vizsgálta.

## Jellemzői
Az OKB–1 tervezőirodában kifejlesztett, ellenőrzése alatt gyártott műhold.
1964. június 6-án a Kapusztyin Jar rakétakísérleti lőtérről a Majak–2 indítóállásából egy Koszmosz–2I (63SZ1) hordozórakétával juttatták alacsony Föld körüli pályára. A 91,2 perces, 48.9 fokos hajlásszögű, elliptikus pálya elemei: perigeuma 218 kilométer, apogeuma 457 kilométer volt. Hasznos tömege 325 kilogramm. A sorozat felépítését, szerkezetét, alapvető fedélzeti rendszereit tekintve egységesített, szabványosított tudományos-kutató űreszköz. Áramforrása kémiai akkumulátor, szolgálati ideje maximum 12 nap.
Fő programja új elektromos tájolási műszer kipróbálása, elősegítve a mozgáselemek (emelkedés-süllyedés, balra-jobbra tolódás, közelítést-távolodás) tökéletesítését.
1964. október 20-án földi parancsra belépett a légkörbe és megsemmisült.